# Wiluna
Wiluna is een plaats in de regio Mid West in West-Australië. Het ligt 947 kilometer ten noordoosten van Perth en 182 kilometer ten oosten van Meekatharra. In 2021 telde Wiluna 521 inwoners tegenover 681 in 2006.

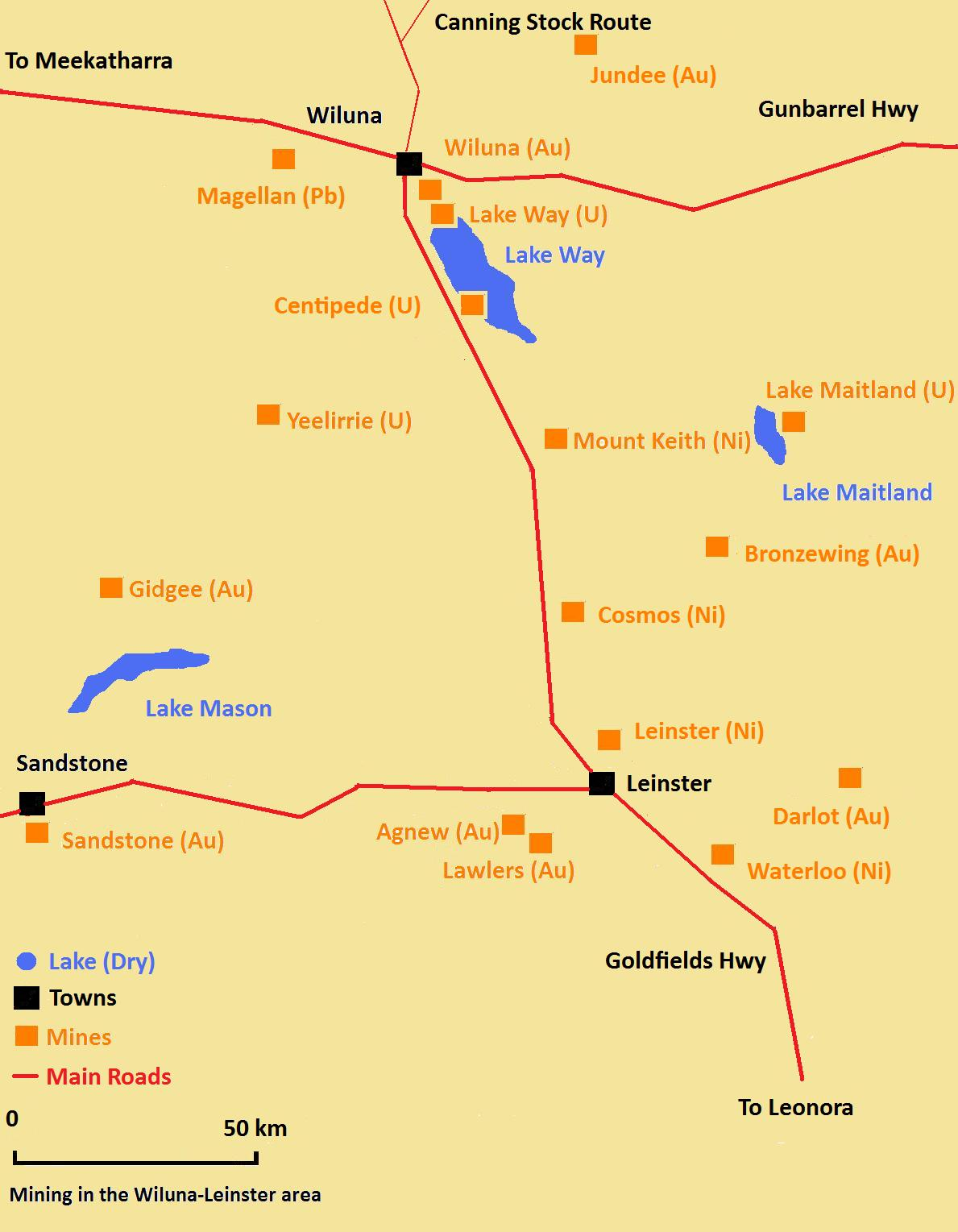
Mijnen in Wiluna

## Geschiedenis
Ten tijde van de Europese kolonisatie leefden de Ngaiawongga  Aborigines in de streek. De eerste Europeaan in de streek was John Forrest in 1875 toen hij een bevoorradingspost en klein fort bouwde nabij 'Weld Spring' 230 kilometer ten noorden van het huidige Wiluna. In 1892 ontdekte Lawrence Wells de oostelijke Murchison goudvelden  tijdens expeditie Elder. De goudzoekers Woodley, Wotten and Lennon vonden in 1896 goud nabij 'Lake Way'. Op drie maanden tijd vestigden er zich 300 goudzoekers. Het plaatsje werd eerst 'Lake Way' genoemd maar die naam werd algauw naar 'Weeloona' veranderd, de Aboriginesnaam voor het gebied. 'Weeloona' zou "plaats van de wind" betekenen. Een andere theorie is dat de naam klinkt als de roep van een inheemse wulp. De spelling werd gewijzigd en in 1898 werd het plaatsje officieel gesticht als Wiluna. In 1900 waren er drie hotels in Wiluna. In 1901 werd er een politiekantoor gebouwd.
In 1903 werd er een hospitaal gebouwd dat het 'Lake Way Hospital' werd genoemd. De gebouwen bestonden uit een houten geraamte met ijzer bekleed en een dak uit canvas. Bij het hospitaalcomplex hoorden ook een lijkenhuis en een dokterswoning. Het hospitaal werkte met lidmaatschappen. Men was abonnee of lid en betaalde naargelang. In 1923 was er geen dokter meer omdat het bevolkingsaantal tot onder de 200 inwoners gedaald was. Nadat Claude de Bernales de 'Gwalia Consolidated Mine' overname in 1924 en deze vanaf 1931, met behulp van een nieuwe ontginningsmethode, terug in productie bracht, steeg het bevolkingsaantal weer. Tegen midden 1933 was de bevolking gestegen tot 3.044 en werden plannen gemaakt voor een nieuw hospitaal. Er kwam een vrouwen- en een mannenafdeling, een administratieve vleugel, kwartieren voor de verpleegsters, een keukenvleugel en een operatiezaal. Op 2 juni 1934 werd het nieuwe hospitaalcomplex geopend door W.B. Philippson, voorzitter van zowel de 'Wiluna Road Board' als de 'Hospital Board of Management'.
In 1906 werd Alfred Canning door de West-Australische overheid aangeduid om een route tussen Halls Creek en Wiluna te ontwikkelen voor het overbrengen van vee. Hij vertrok in 1906 uit Wiluna met 8 mannen, 23 kamelen en 2 pony's. Elke dertig kilometer werd er een waterput gegraven.  In 1910 werden de eerste kuddes over de 1.500 kilometer lange Canning Stock Route gedreven. Wiluna bloeide door de goudindustrie en de veeteelt.
In 1931 werd de Wiluna Miner voor het eerst uitgegeven. Er werd dat jaar ook een zwemclub gesticht. In 1932 werd de spoorweg van Perth tot Meekatharra doorgetrokken tot in Wiluna. In 1936 telde Wiluna meer dan 6.000 inwoners waarvan er 1.000 voor Claude de Bernales' 'Wiluna Gold Mines Ltd' werkten. Vanaf 1937 verzorgde de 'School of Mines' avondschool voor de mijnwerkers. Tegen 1938 had Wiluna negen politieagenten, een inspecteur en een sergeant in dienst. Op het einde van de jaren 1930 telde Wiluna meer dan 9.000 inwoners. Tijdens de Tweede Wereldoorlog sloten op een na alle mijnbedrijven. Enkel de 'Wiluna Gold Mine' bleef open om arseen, een bijproduct van de goudwinning, te produceren. Arseen was een grondstof voor de aanmaak van het chemische wapen lewisiet dat door Japan, Duitsland en de Verenigde Staten geproduceerd werd voor en tijdens de Tweede Wereldoorlog. In 1946 sloot ook de laatste goudmijn.
In de jaren 1950 werden een aantal Aborigines uit het 'Western Desert cultural block' in een religieuze missiepost in Wiluna gevestigd. Deze uit drie verschillende groepen afkomstige Aborigines waren uit de woestijn gedeporteerd vanwege Britse nucleaire testen nabij Maralinga. De Aborigines uit Wiluna noemen zich tegenwoordig de Mardu en spreken voornamelijk Manyjilyjarra. In het hospitaal kregen ze een eigen afdeling, de 'Native Ward', om contact met blanke Australiërs te vermijden. De spoorweg sloot in augustus 1957 en het station werd, op een loods na, in 1990 afgebroken. Langs 'Canning Stock Route' werd in 1959 voor de laatste maal vee overgebracht. In 1963 was het bevolkingsaantal tot onder de 100 inwoners gedaald. In 1967 sloot het hospitaal. Vanaf 1969 werden er een aantal werknemers van de 'Desert Farm' in het hospitaal gehuisvest. In 1978 werd het 'Weeloona Hotel' afgebroken. In 1980 werd de administratie van de 'Shire of Wiluna' in de gebouwen van het hospitaalcomplex gevestigd.
In de jaren 1980 nam de Ngangganawili-gemeenschap een citrus- en een emoeboerderij over. In 1981 werd de mijnindustrie hervat. In 2007 werd een nieuwe school geopend. De zomer van 2012-13 werd door de klimaatcommissie de "Angry Summer" genoemd. De temperatuur steeg tot 48° C.
Op 1 juli 1993 werd het district opgesplitst in de Shire of Wiluna en de Shire of Ngaanyatjarraku. Op 13 december 2005 vond de opening van de 'Tjukurba Art Gallery' in de vroegere materniteitsvleugel van de hospitaalgebouwen plaats. In 2007 bood het oude hospitaal onderdak aan de administraties van de 'Shire of Wiluna', de 'Tjukurba Art Gallery', een appartement, accommodaties en een 'Adult Training Centre'.

## Toerisme
- De Canning Stock Route en de Gunbarrel Highway zijn vierwielaandrijving-routes die door de Grote Zandwoestijn en de Gibsonwoestijn lopen.[4]
- De Wiluna Heritage Trail is een wandeling langs historische plaatsen in Wiluna.[4]
- Het standbeeld Last of the Nomads eert Warri (1909-1979) en Yatungka (1917-1979). Warri en Yatungka zouden de laatste twee nomadisch levende Aborigines zijn geweest.[10]
- De Red Hill Lookout biedt uitzicht op het oude Wiluna, het huidige Wiluna en de oude Wilunamijn.[10]
- De oude Bomb Shelter werd tijdens de Tweede Wereldoorlog gebouwd om zich te beschermen tegen Japanse bombardementen op de arseenmijn.[10]
- Het Tjurkurba Art Gallery is gelegen in een gebouw van de Shire of Wiluna, het oude ziekenhuis, en stelt Aborigineskunst tentoon.[10]

## Transport
Wiluna ligt langs de Goldfields Highway die de Great Northern Highway en de Coolgardie–Esperance Highway verbindt.
Wiluna heeft een startbaan: Wiluna Airport (ICAO: YWLU, IATA: WUN).

## Klimaat
Wiluna heeft een woestijnklimaat.
| Maand                                  | jan  | feb  | mrt  | apr  | mei  | jun  | jul  | aug  | sep  | okt  | nov  | dec  | Jaar  |
| -------------------------------------- | ---- | ---- | ---- | ---- | ---- | ---- | ---- | ---- | ---- | ---- | ---- | ---- | ----- |
| Gemiddeld maximum (°C)                 | 38,0 | 36,5 | 34,0 | 29,3 | 23,8 | 19,9 | 19,5 | 21,9 | 26,3 | 30,4 | 34,0 | 36,9 | 29,2  |
| Gemiddeld minimum (°C)                 | 22,9 | 22,1 | 19,6 | 15,2 | 10,0 | 6,8  | 5,5  | 6,8  | 9,9  | 13,9 | 17,9 | 21,1 | 14,3  |
|                                        |      |      |      |      |      |      |      |      |      |      |      |      |       |
| Neerslag (mm)                          | 37,2 | 38,8 | 37,2 | 28,6 | 25,3 | 23,8 | 14,8 | 9,9  | 5,0  | 7,4  | 12,1 | 22,3 | 262,4 |
| Regendagen (dag)                       | 3,3  | 3,4  | 3,3  | 2,7  | 2,9  | 3,2  | 2,5  | 1,7  | 1,0  | 1,1  | 2,0  | 2,6  | 29,7  |
| Relatieve luchtvochtigheid (%)         | 23   | 26   | 26   | 30   | 35   | 42   | 38   | 31   | 24   | 19   | 19   | 19   | 27,7  |
| Bron: Australian Bureau of Meteorology |      |      |      |      |      |      |      |      |      |      |      |      |       |

## Geboren in Wiluna
- Michael Jeffery (1937-2020)  politicus; was gouverneur van West-Australië

## Galerij

Wiluna
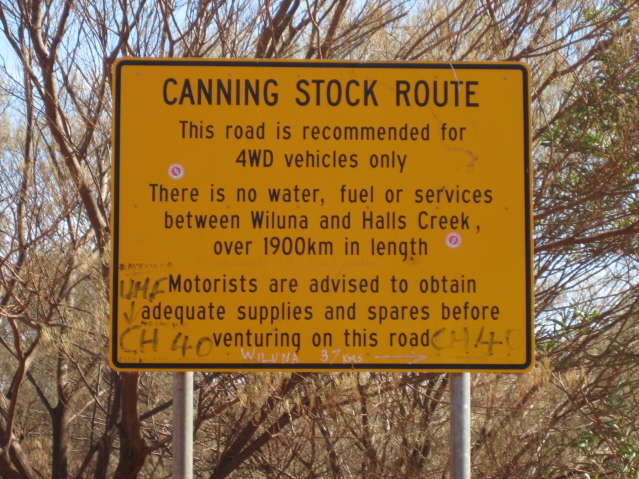
Canning Stock Route
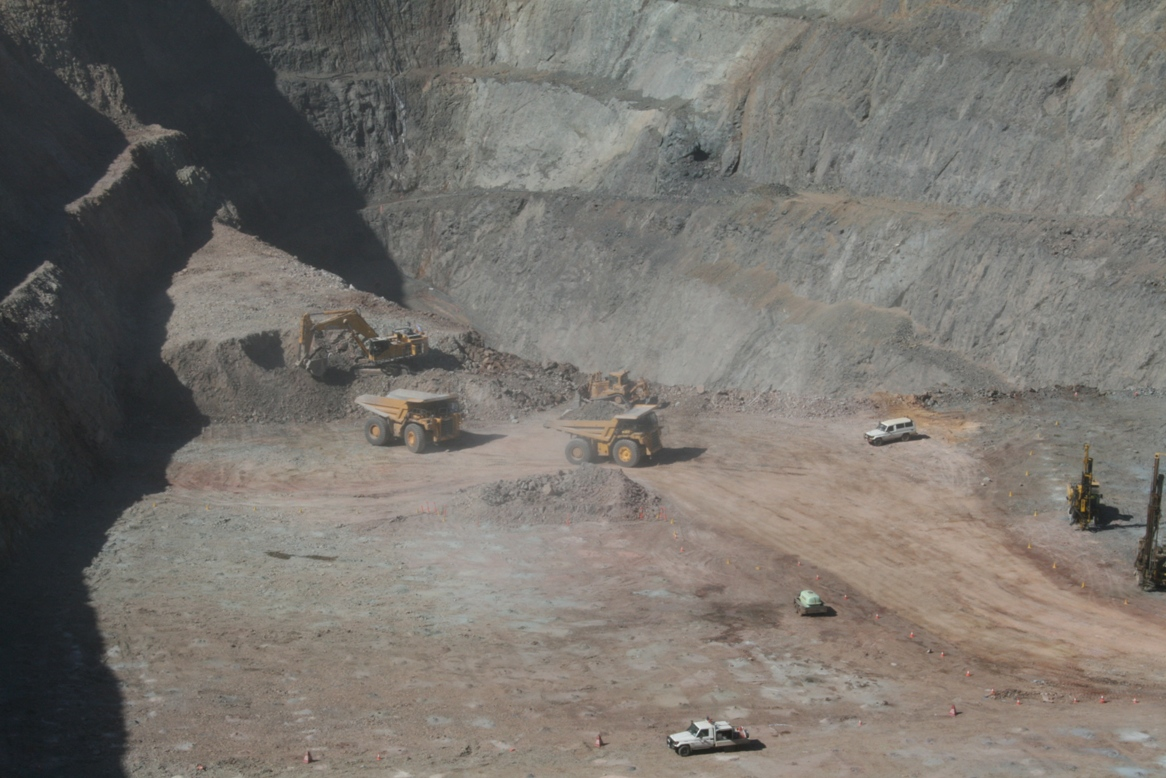
Oostmijn
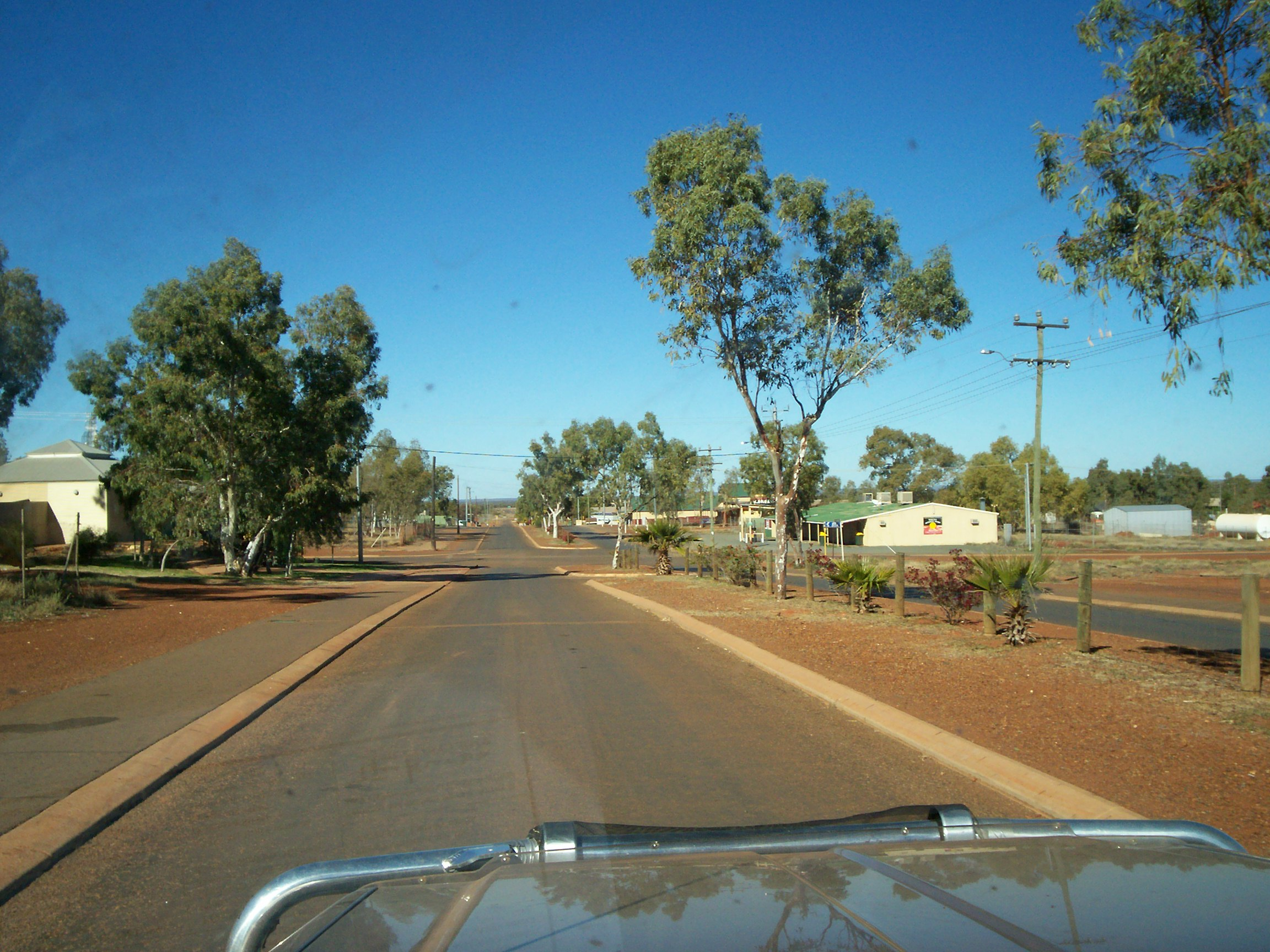
Hoofdstraat
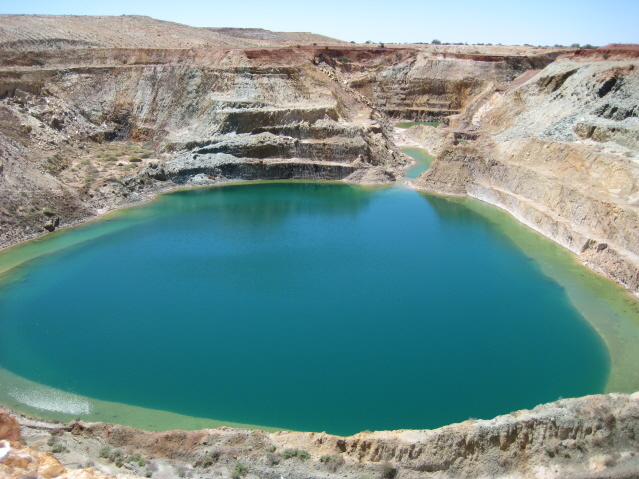
Zuidmijn
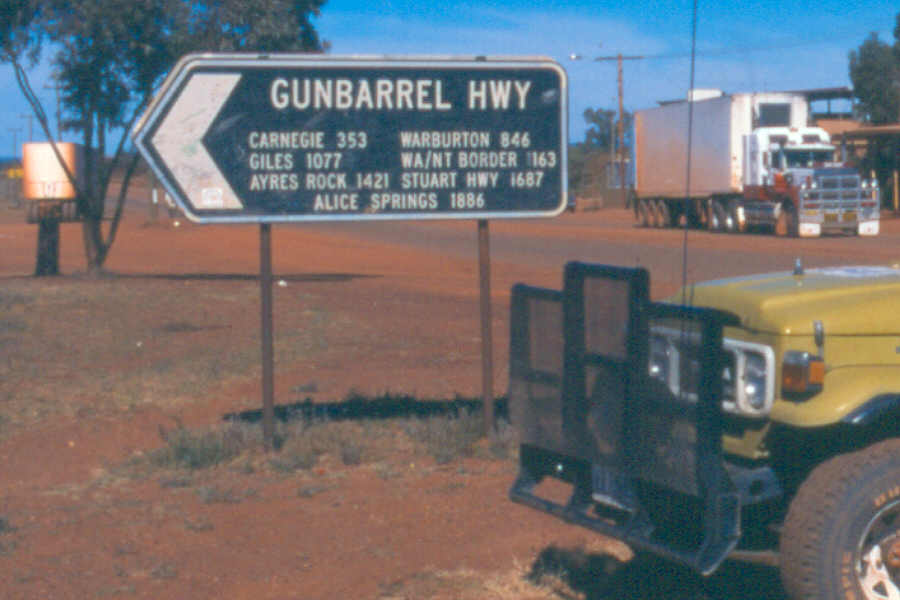
Gunbarrel Highway